# Kokory
Kokory (in tedesco Kokor) è un comune della Repubblica Ceca facente parte del distretto di Přerov, nella regione di Olomouc.